# Quartell
Quartell település Spanyolországban, Valencia tartományban. Quartell Almenara, Benavites, Faura, Quart de les Valls és Sagunt községekkel határos. Lakosainak száma 1657 fő (2024).

## Népesség
A település népessége az utóbbi években az alábbiak szerint változott:
| Lakosok száma | 1360 | 1395 | 1431 | 1468 | 1523 | 1538 | 1539 | 1636 | 1683 | 1657 |
|               | 2001 | 2004 | 2007 | 2009 | 2012 | 2014 | 2017 | 2019 | 2022 | 2024 |